# Cyclosa alayoni
Cyclosa alayoni Levi, 1999 è un ragno appartenente alla famiglia Araneidae.

## Etimologia
Il nome proprio della specie è in onore dell'aracnologo cubano Giraldo Alayón García (n. 5 dicembre 1946)

## Caratteristiche
Rinvenuto un singolo esemplare femmina di dimensioni: cefalotorace lungo 3,5mm, largo 2,6mm; opistosoma lungo 5,3mm.

## Distribuzione
La specie è stata reperita sulle isole di Cuba e Porto Rico: a San Antonio de los Baños, nella Provincia dell'Avana, l'esemplare cubano.

## Tassonomia
Al 2013 non sono note sottospecie e dal 1999 non sono stati esaminati nuovi esemplari.